# Grewia holtzii
Grewia holtzii är en malvaväxtart som beskrevs av Karl Ewald Maximilian Burret. Grewia holtzii ingår i släktet Grewia och familjen malvaväxter. Inga underarter finns listade i Catalogue of Life.